# Операция «Маргарете»
Операция «Маргарете» (нем. Unternehmen Margarethe) — оккупация Венгрии немецкими войсками во время Второй мировой войны по приказу Гитлера от 12 марта 1944 года, с целью предотвратить выход Венгрии из войны на стороне Германии.

## Операция
Причиной операции стали тайные переговоры премьер-министра Венгрии Миклоша Каллаи (с ведома и одобрения регента Миклоша Хорти) об условиях перемирия и выхода Венгрии из войны с СССР и его западными союзниками. Гитлер узнал об этих переговорах и, чувствуя себя преданным Венгрией, 12 марта 1944 года приказал немецким войскам провести оккупацию Венгрии, чтобы не допустить выхода венгров из войны в одностороннем порядке.
15 марта Гитлер пригласил Хорти во дворец Клессхайм, недалеко от Зальцбурга. Пока Хорти вёл фиктивные переговоры с Гитлером, немецкие войска без сопротивления вступили в Венгрию. Встреча была всего лишь уловкой, чтобы выманить Хорти из страны и оставить армию без главнокомандующего. Переговоры между Гитлером и Хорти длились до 18 марта, после чего Хорти сел в поезд, чтобы вернуться в Будапешт.
Когда он прибыл в Будапешт, его встретили немецкие солдаты. Хорти получил ультиматум: что он должен удалить Каллаи из правительства и прекратить переговоры с противником, если он хочет, чтобы Венгрия оставалась суверенной страной. В противном случае — оккупация страны продолжится, а во главе Венгрии будет поставлен рейхскомиссар, как и в любой иной оккупированной вражеской стране. Хорти пошёл на уступки и назначил сторонника Германии Дёме Стояи в качестве премьер-министра.
Операция была проведена стремительно и бескровно. Также, ввиду наступления советских войск с севера и востока, а также перспективы британского и американского вторжения на Балканы — немцы, сохраняя свои силы в Венгрии, перебросили часть войск, чтобы защитить перевалы через Карпаты.
В результате нацистской оккупации 550 000 евреев из Венгрии были доставлены в нацистские лагеря смерти (эти мероприятия проходили в тесном сотрудничестве с венгерскими властями).

## Операция Маргарете II
Операция «Маргарете II» — кодовое название запланированного нацистского вторжения в Румынию по образцу оккупации Венгрии, в случае, если бы румынское правительство решило капитулировать и перейти на сторону антигитлеровской коалиции. Румыния фактически капитулировала в августе 1944 года после переворота короля Михая, а операция «Маргарете II» так и не была реализована.